# Harald Barlie
Harald Barlie (ur. 4 stycznia 1937 w Oslo, zm. 12 października 1995 tamże) – norweski zapaśnik walczący w stylu klasycznym. Czterokrotny olimpijczyk. Zajął piętnaste miejsce w Rzymie 1960 i odpadł w eliminacjach turniejów w Tokio 1964, Meksyku 1968 i Monachium 1972. Startował w wadze półśredniej do 73 kg i średniej do 82 kg.
Szósty na mistrzostwach świata w 1970 i na mistrzostwach Europy w 1966 i 1968. Zdobył pięć medali na mistrzostwach nordyckich w latach 1963–1972 roku.
Jego brat Oddvar Barlie występował w turnieju zapaśniczym w igrzyskach olimpijskich w Rzymie 1960. Był wujkiem Ine Barlie, Mette Barlie i Lene Barlie, medalistów imprez mistrzowskich w zapasach.

## Letnie Igrzyska Olimpijskie 1960
| Konkurencja                     | Walki                | Walki                     | Walki                  | Klas. końcowa |
| Konkurencja                     | Pierwsza runda       | Druga runda               | Trzecia runda          | Miejsce       |
| ------------------------------- | -------------------- | ------------------------- | ---------------------- | ------------- |
| styl klasyczny, waga półśrednia | Ángel Cuetos (ESP) W | Grigorij Gamarnik (USR) P | Antal Rizmayer (HUN) P | XV miejsce    |

## Letnie Igrzyska Olimpijskie 1964
| Konkurencja                     | Walki                 | Walki                        | Walki                  | Klas. końcowa |
| Konkurencja                     | Pierwsza runda        | Druga runda                  | Trzecia runda          | Miejsce       |
| ------------------------------- | --------------------- | ---------------------------- | ---------------------- | ------------- |
| styl klasyczny, waga półśrednia | Helmut Längle (AUT) W | Carlos Alberto Vario (ARG) W | Antal Rizmayer (HUN) P | eliminacje    |

| Konkurencja                | Walki                   | Klas. końcowa |
| Konkurencja                | Pierwsza runda          | Miejsce       |
| -------------------------- | ----------------------- | ------------- |
| styl wolny, waga półśrenia | Phil Oberlander (CAN) P | eliminacje    |

## Letnie Igrzyska Olimpijskie 1968
| Konkurencja                     | Walki              | Walki                    | Walki                   | Walki                | Klas. końcowa |
| Konkurencja                     | Pierwsza runda     | Druga runda              | Trzecia runda           | Czwarta runda        | Miejsce       |
| ------------------------------- | ------------------ | ------------------------ | ----------------------- | -------------------- | ------------- |
| styl klasyczny, waga półśrednia | Sırrı Acar (TUR) P | Jimmy Martinetti (SUI) W | Wiktor Igumenow (USR) W | Metodi Zarew (BUL) P | eliminacje    |

## Letnie Igrzyska Olimpijskie 1972
| Konkurencja                  | Walki                | Walki                   | Walki             | Klas. końcowa |
| Konkurencja                  | Pierwsza runda       | Druga runda             | Trzecia runda     | Miejsce       |
| ---------------------------- | -------------------- | ----------------------- | ----------------- | ------------- |
| styl klasyczny, waga średnia | Matti Laakso (FIN) W | Miroslav Janota (TCH) P | Ion Gabor (ROM) P | eliminacje    |